# 巴福镇
巴福镇，是中华人民共和国重庆市九龙坡区下辖的一个乡镇级行政单位。

## 行政区划
巴福镇下辖以下地区：
巴福镇社区、西和村、钟鹤村、石马村、赵坝村、五根村和天坪村。